# La costa de los diamantes
La costa de los diamantes es un libro escrito por Clive Cussler y Jack Du Brul. Fue publicado por Berkley Publishing Group el 3 de octubre de 2006.

## Argumento
En ella Juan Cabrillo y su tripulación viajaran esta vez a las costas de Namibia.
Como es habitual en los libros de Cussler la historia comienza con un breve prólogo histórico ambientado a principios de siglo en el desierto del Kalahari donde cuatro europeos liderados por el veterano guía H. A. Ryder son perseguidos por una tribu a la que han robado sus diamantes. Los ladrones consiguen llegar al barco HMS Rove solo para ver con desesperación que esta encallado.
La historia continua con el Oregón (un barco de alta tecnología y armamento pesado camuflado como un cochambroso carguero para no llamar la atención) acudiendo a una cita con un señor de la guerra congoleño, Makombo. Acuerdan venderle 500 AK-47, 200 granadas, 50 lanzagranadas RPG y 50,000 proyectiles de 7.62mm a cambio de diamantes. Es una trampa y el Oregón intenta seguir el rastro de las armas, mientras reciben la misión de liberar a un millonario secuestrado en una infernal cárcel en medio del desierto.
Publicado en español como La Costa de los Diamantes de Plaza & Janes Editores en Madrid. ISBN 978-84-01-33682-9